# Чемпионат СССР по лёгкой атлетике в помещении 1978
Чемпионат СССР по лёгкой атлетике в помещении 1978 года прошёл 1—3 марта в Москве на зимнем стадионе «Спартак». На протяжении 3 дней были разыграны 25 комплектов медалей.
Двукратной чемпионкой страны стала Татьяна Анисимова, выигравшая обе барьерные дистанции, 60 и 100 метров, с новыми всесоюзными достижениями (8,23 и 13,28 соответственно).
Две победы на соревнованиях также одержали Николай Колесников (60 и 100 метров) и Вячеслав Кулебякин (60 и 110 метров с барьерами). Результат Колесникова на дистанции 100 метров (10,45) и Кулебякина на 110 метров с барьерами (13,74) стали новыми рекордами страны.
Высшее мировое достижение в ходьбе на 10 000 метров установил Евгений Евсюков — 40.24,0.
Надежда Мариненко стала первой советской прыгуньей в высоту, взявшей 1,90 м на соревнованиях в помещении.
В беге на 2000 метров с препятствиями новый национальный рекорд установил Владимир Филонов (5.28,0), опередивший серебряного призёра Сергея Скрипку всего на 0,2 секунды.
19-летний Владимир Ященко стал серебряным призёром в прыжке в высоту с результатом 2,26 м, уступив Александру Григорьеву только по затраченным попыткам. А уже менее чем через две недели он выиграл чемпионат Европы в помещении с лучшим результатом в мировой истории — 2,35 м.
Чемпионат СССР по многоборьям в помещении проводился отдельно 2—4 марта 1978 года в Харькове.

## Командное первенство
| Место | Команда        |
| ----- | -------------- |
| 1     | РСФСР          |
| 2     | Москва         |
| 3     | Украинская ССР |

## Медалисты

### Мужчины
| Дисциплина             | Золото                                       | Золото  | Серебро                                     | Серебро | Бронза                                     | Бронза  |
| ---------------------- | -------------------------------------------- | ------- | ------------------------------------------- | ------- | ------------------------------------------ | ------- |
| 60 м                   | Николай Колесников Ленинград                 | 6,71    | Александр Аксинин Ленинград                 | 6,78    | Владимир Игнатенко Украинская ССР Киев     | 6,79    |
| 100 м                  | Николай Колесников Ленинград                 | 10,45   | Владимир Игнатенко Украинская ССР Киев      | 10,47   | Александр Аксинин Ленинград                | 10,63   |
| 400 м                  | Николай Чернецкий Москва                     | 48,0    | Павел Солопов РСФСР Московская область      | 48,7    | Василий Архипенко Украинская ССР Донецк    | 49,3    |
| 800 м                  | Анатолий Решетняк Украинская ССР Симферополь | 1.50,6  | Владимир Пономарёв РСФСР Ростов-на-Дону     | 1.50,8  | Михаил Старовойтов Белорусская ССР Могилёв | 1.51,1  |
| 1500 м                 | Анатолий Мамонтов Молдавская ССР Кишинёв     | 3.42,9  | Владимир Пономарёв РСФСР Ростов-на-Дону     | 3.44,6  | Николай Киров Белорусская ССР Гомель       | 3.47,0  |
| 3000 м                 | Валерий Абрамов РСФСР Архангельск            | 8.02,6  | Валентин Зотов Белорусская ССР Минск        | 8.02,9  | Александр Федоткин Белорусская ССР Брест   | 8.03,0  |
| 2000 м с препятствиями | Владимир Филонов РСФСР Московская область    | 5.28,0  | Сергей Скрипка Грузинская ССР Тбилиси       | 5.28,2  | Владимир Исаков РСФСР Иваново              | 5.28,6  |
| 2000 м с препятствиями | Владимир Филонов РСФСР Московская область    | 5.28,0  | Сергей Скрипка Грузинская ССР Тбилиси       | 5.28,2  | Александр Величко Украинская ССР Львов     | 5.28,6  |
| 60 м с барьерами       | Вячеслав Кулебякин Ленинград                 | 7,76    | Эдуард Переверзев Москва                    | 7,77    | Юрий Черванёв Белорусская ССР Минск        | 7,83    |
| 110 м с барьерами      | Вячеслав Кулебякин Ленинград                 | 13,74   | Андрей Коростелёв Москва                    | 13,82   | Анатолий Смирнов Москва                    | 13,99   |
| Прыжок в высоту        | Александр Григорьев Белорусская ССР Минск    | 2,26 м  | Владимир Ященко Украинская ССР Запорожье    | 2,26 м  | Сергей Сенюков Украинская ССР Черновцы     | 2,24 м  |
| Прыжок с шестом        | Евгений Тананика Украинская ССР Харьков      | 5,45 м  | Владимир Трофименко Ленинград               | 5,40 м  | Александр Долгов РСФСР Ростов-на-Дону      | 5,35 м  |
| Прыжок в длину         | Владимир Цепелёв Азербайджанская ССР Баку    | 7,97 м  | Владимир Харитонов Азербайджанская ССР Баку | 7,81 м  | Алексей Переверзев Москва                  | 7,70 м  |
| Тройной прыжок         | Анатолий Пискулин Ленинград                  | 16,81 м | Александр Яковлев Украинская ССР Киев       | 16,72 м | Геннадий Валюкевич Белорусская ССР Минск   | 16,52 м |
| Толкание ядра          | Александр Барышников Ленинград               | 20,43 м | Владимир Киселёв Украинская ССР Кременчуг   | 19,42 м | Валерий Войкин Ленинград                   | 19,26 м |
| Ходьба на 10 000 м     | Евгений Евсюков РСФСР Сочи                   | 40.24,0 | Анатолий Соломин Украинская ССР Киев        | 40.28,6 | Николай Матвеев Белорусская ССР Гродно     | 40.45,4 |

### Женщины
| Дисциплина        | Золото                                         | Золото  | Серебро                                    | Серебро | Бронза                                   | Бронза  |
| ----------------- | ---------------------------------------------- | ------- | ------------------------------------------ | ------- | ---------------------------------------- | ------- |
| 60 м              | Людмила Сторожкова Москва                      | 7,24    | Вера Анисимова Москва                      | 7,30    | Людмила Кондратьева РСФСР Ростов-на-Дону | 7,39    |
| 100 м             | Людмила Кондратьева РСФСР Ростов-на-Дону       | 11,71   | Зоя Войтенко Украинская ССР Днепропетровск | 11,99   | Ганна Устинович Белорусская ССР Гродно   | 12,10   |
| 400 м             | Марина Сидорова Ленинград                      | 53,0    | Мария Кульчунова Украинская ССР Киев       | 54,3    | Людмила Аксёнова Украинская ССР Киев     | 54,7    |
| 800 м             | Татьяна Провидохина Ленинград                  | 2.03,5  | Людмила Веселкова Ленинград                | 2.05,7  | Надежда Мушта РСФСР Брянск               | 2.05,7  |
| 1500 м            | Зоя Ригель РСФСР Владивосток                   | 4.23,1  | Любовь Копейкина РСФСР Краснодар           | 4.24,3  | Любовь Иванова Молдавская ССР Кишинёв    | 4.25,8  |
| 60 м с барьерами  | Татьяна Анисимова Ленинград                    | 8,23    | Ирина Литовченко Москва                    | 8,29    | Нина Моргулина РСФСР Краснодар           | 8,44    |
| 100 м с барьерами | Татьяна Анисимова Ленинград                    | 13,28   | Ирина Литовченко Москва                    | 13,35   | Нина Моргулина РСФСР Краснодар           | 13,51   |
| Прыжок в высоту   | Надежда Мариненко Белорусская ССР Гомель       | 1,90 м  | Людмила Бутузова Казахская ССР Караганда   | 1,86 м  | Лариса Климентёнок Белорусская ССР Минск | 1,82 м  |
| Прыжок в длину    | Вильгельмина Бардаускене Литовская ССР Вильнюс | 6,47 м  | Ирина Тимофеева РСФСР Куйбышев             | 6,38 м  | Галина Семёнова РСФСР Архангельск        | 6,32 м  |
| Толкание ядра     | Светлана Крачевская Москва                     | 19,17 м | Тамара Буфетова Москва                     | 19,05 м | Светлана Мельникова Ленинград            | 18,98 м |

## Чемпионат СССР по многоборьям
Чемпионы страны в многоборьях определились 2—4 марта 1978 года в Харькове в новом легкоатлетическом манеже ХТЗ. Чемпионат впервые прошёл отдельного от основного первенства. Константин Ахапкин и Надежда Карякина установили новые всесоюзные рекорды, 5823 очка и 4398 очков соответственно.

### Мужчины
| Дисциплина | Золото                    | Золото           | Серебро                   | Серебро           | Бронза                                | Бронза            |
| ---------- | ------------------------- | ---------------- | ------------------------- | ----------------- | ------------------------------------- | ----------------- |
| Семиборье* | Константин Ахапкин Москва | 5823 очка (5809) | Александр Шабленко Москва | 5787 очков (5787) | Владимир Буряков РСФСР Ростов-на-Дону | 5707 очков (5703) |

### Женщины
| Дисциплина | Золото                                | Золото            | Серебро                  | Серебро           | Бронза                                        | Бронза            |
| ---------- | ------------------------------------- | ----------------- | ------------------------ | ----------------- | --------------------------------------------- | ----------------- |
| Пятиборье* | Надежда Карякина Армянская ССР Ереван | 4398 очков (4361) | Зоя Спасовходская Москва | 4213 очков (4169) | Екатерина Гордиенко Украинская ССР Кривой Рог | 4195 очков (4167) |

* Для определения победителя в соревнованиях многоборцев использовалась старая система начисления очков. Пересчёт с использованием современных таблиц перевода результатов в баллы приведён в скобках.